# Heinrich von Béguelin

Heinrich von Béguelin

Heinrich Huldreich Peter von Béguelin (auch Henri Béguelin; * 8. August 1765 in Berlin; † 7. Oktober 1818 in Potsdam) war ein bedeutender preußischer Finanzbeamter und Mitarbeiter des Preußischen Ministers Freiherr von Stein und des Staatskanzlers Karl August von Hardenberg sowie Mitglied der Akademie der nützlichen Wissenschaften in Erfurt.

## Leben und Wirken

### Herkunft
Heinrich von Béguelins Eltern waren der geadelte Nicolaus von Béguelin (1714–1789), Direktor der philosophischen Klasse der Akademie der Wissenschaften zu Berlin und Hofmeister des späteren Königs Friedrich Wilhelm II, und seine Ehefrau Marie-Catharine Pelloutier (1733–1794). Seine Brüder Fritz von Beguelin († 11. September 1828) und Wilhelm von Beguelin († 2. März 1840) waren ebenfalls höhere preußische Finanzbeamte.

### Familie
Er heiratete 1791 Christine von Splitgerber (* 1770; † 8. Mai 1797), mit der er folgende Kinder hatte:
- Frederike Wilhelmine Maria Antonie Franziska (* 9. Dezember 1792; † 13. Mai 1793)
- Gustav Heinrich Alexander (* 3. Februar 1794; † 8. Juni 1877), Oberstleutnant a. D. ⚭ Auguste Donalies (* 1. März 1825; † 12. Mai 1850)
- Julius Kasimir Albrecht Anton Theodor (* 4. Juli 1796; † 15. März 1860), Steuerempfänger in Kerpen

⚭ 1820 Karoline Anna Elisabeth Isabella Piedmont (* 1779; † 29. März 1834)
⚭ 1834 Christine Petronella Felicita Krahe (* 18. Dezember 1808; † 26. August 1853)
⚭ 1855 Bertha von Hallberg († 10. Dezember 1861)
- Christine Sophie Auguste Hedwig Ferdinandine (* 12. Mai 1797;[2] † 4. Februar 1870)

Christine von Splitgerber war die Tochter des David von Splitgerber (1741–1826). Der sehr wohlhabende Vater war u. a. Jägermeister im Dienste des Prinzen Ferdinand von Preußen, dem jüngsten Bruder des Königs Friedrich der Große und steht im Verdacht, der nichteheliche Sohn des Königs zu sein.
Nach dem Tod seiner ersten Frau heiratete er am 15. Mai 1798 auf Schloss Hermsdorf bei Glogau (Schlesien) Amalie Cramer, die Tochter des Hofrats Carl Christoph Cramer (1750–1827) und seiner Ehefrau Louise Ernestine Cramer geb. Kirstein, dem Pflegekind des Hofrats Simon Heinrich Sack. Aus der Ehe sind folgende Kinder hervorgegangen:
- Josephie Adelheid Clementine Antoinette (* 27. Februar 1799; † 30. Dezember 1822) ⚭ Wilhelm Friedrich Amadeus von Kienitz († 8. Dezember 1863), Steurrat in Zossen
- Konstanze Klara Eugenie (* 21. Juni 1800; † 15. August 1883) ⚭ 1823 Wilhelm Friedrich Amadeus von Kienitz († 8. Dezember 1863)
- Charlotte Luise Henriette Karoline Amalie Serafine (* 8. Juli 1801; † 11. September 1803)
- Cäcilie Johanne Franziska (* 15. Februar 1803; † 15. April 1847) ⚭ 1829 Filipp Kalau von Hofe, Major († 7. Juni 1849)
- Serafine Karoline Auguste Dorothea (* 22. Dezember 1804; † 4. November 1807)
- Heinrich Karl Raimund Maximilian (* 26. Dezember 1805; † 29. Januar 1807)
- Raimund Karl Gaston (* 3. November 1807; † 25. August 1891)[5] ⚭ 1842 Pauline Emilie Johanna Henriette Steger (* 9. März 1818; † 7. März 1888)
- Oktavia (* 31. Januar 1809; † 6. September 1809)
- Mona (* 31. Januar 1809; † 17. Februar 1809)
- Prosper Edmund Heinrich Otto Nikolaus (* 25. September 1810; † 6. April 1812)
- August Karl (* 31. Oktober 1812), Steuereinnehmer
- Theodor Karl Heinrich Felix (* 29. März 1815; † 12. Juli 1876), Premier-Lieutenant a. D.

Louise Ernestine Cramer geb. Kirstein, die Mutter seiner zweiten Ehefrau steht im Verdacht, die nichteheliche Tochter des Prinzen von Preußen August Wilhelm (1722–1758), ebenfalls einem Bruder des Königs Friedrich der Große, zu sein.
Beim Tode des Heinrich von Béguelin aufgrund eines Schlaganfalls am 7. Oktober 1818, war die älteste der drei Töchter, Antonie, erst 19 Jahre alt, während der älteste der drei Söhne, Raimund, 11 Jahre alt sowie der Jüngste noch frühen Kindesalter war.

### Leben und Bedeutung
Béguelin studierte 1783–1785 in Königsberg und trat 1789 als Assessor in das General-Ober-Finanz-Kriegs- und Domainen-Direktorium ein, die zentrale preußische Behörde für die Innen- und Finanzverwaltung und wurde 1803 Geheimer Oberfinanzrat im Accise- und Zolldepartement dieser Behörde, dem der Minister Freiherr von Stein vorgesetzt wurde. 1805 erhielt er unter Beibehaltung seiner bisherigen Aufgaben zusammen mit dem Kriegsrat Leopold Krug die Leitung des neugegründeten Statistischen Büros.

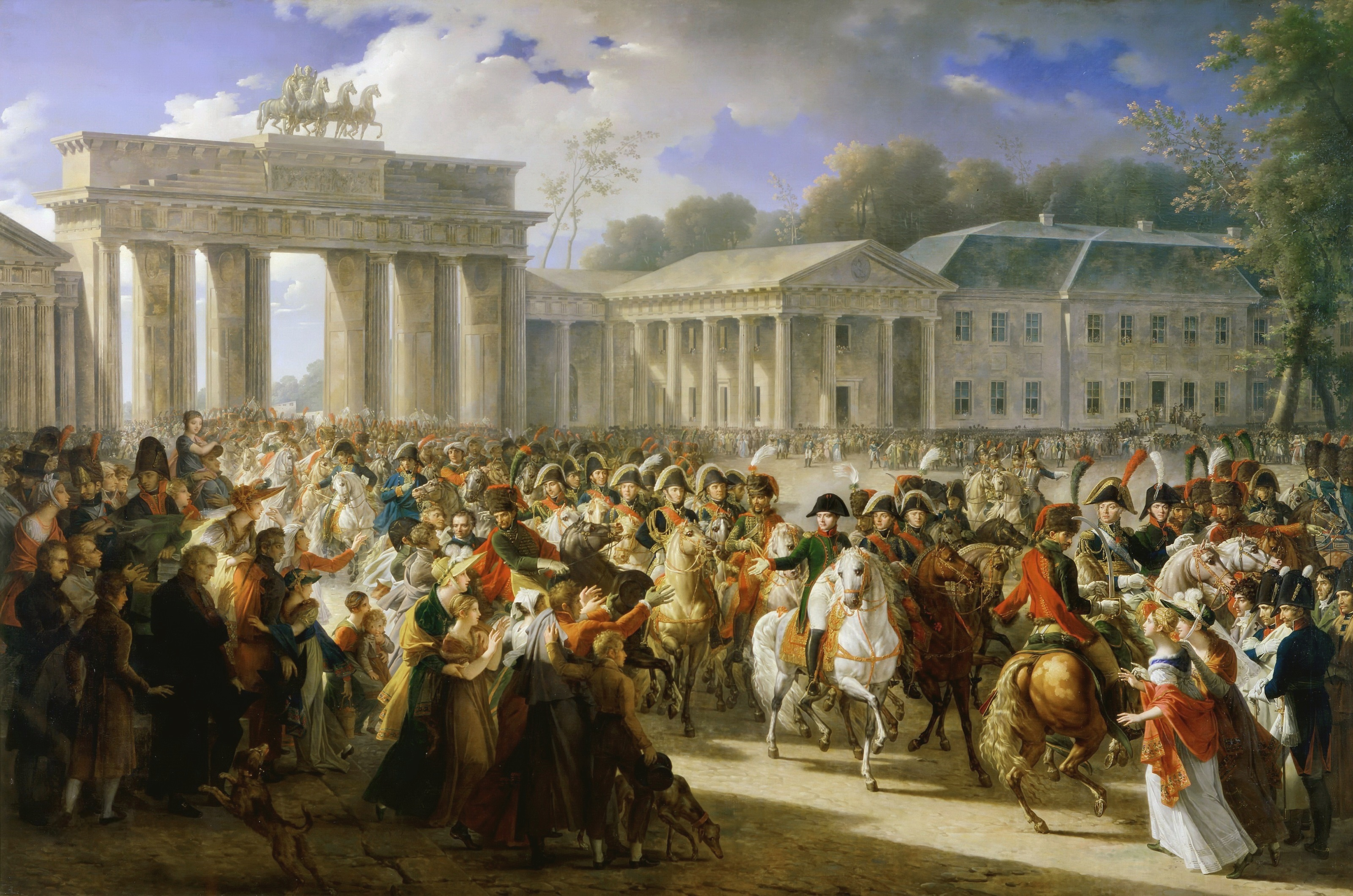
Napoleon zieht am 27. Oktober 1806 an der Spitze seiner Truppen in Berlin ein. Historiengemälde von Charles Meynier, 1810

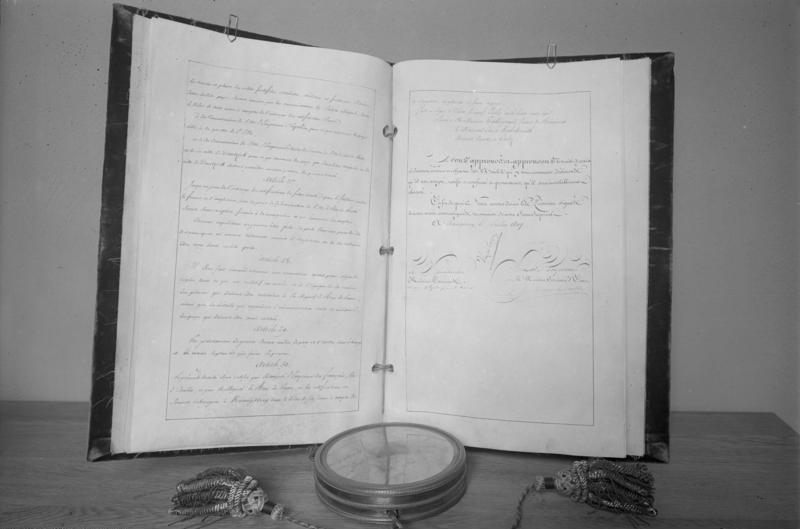
Der Tilsiter Friedensvertrag im Geheimen Staatsarchiv

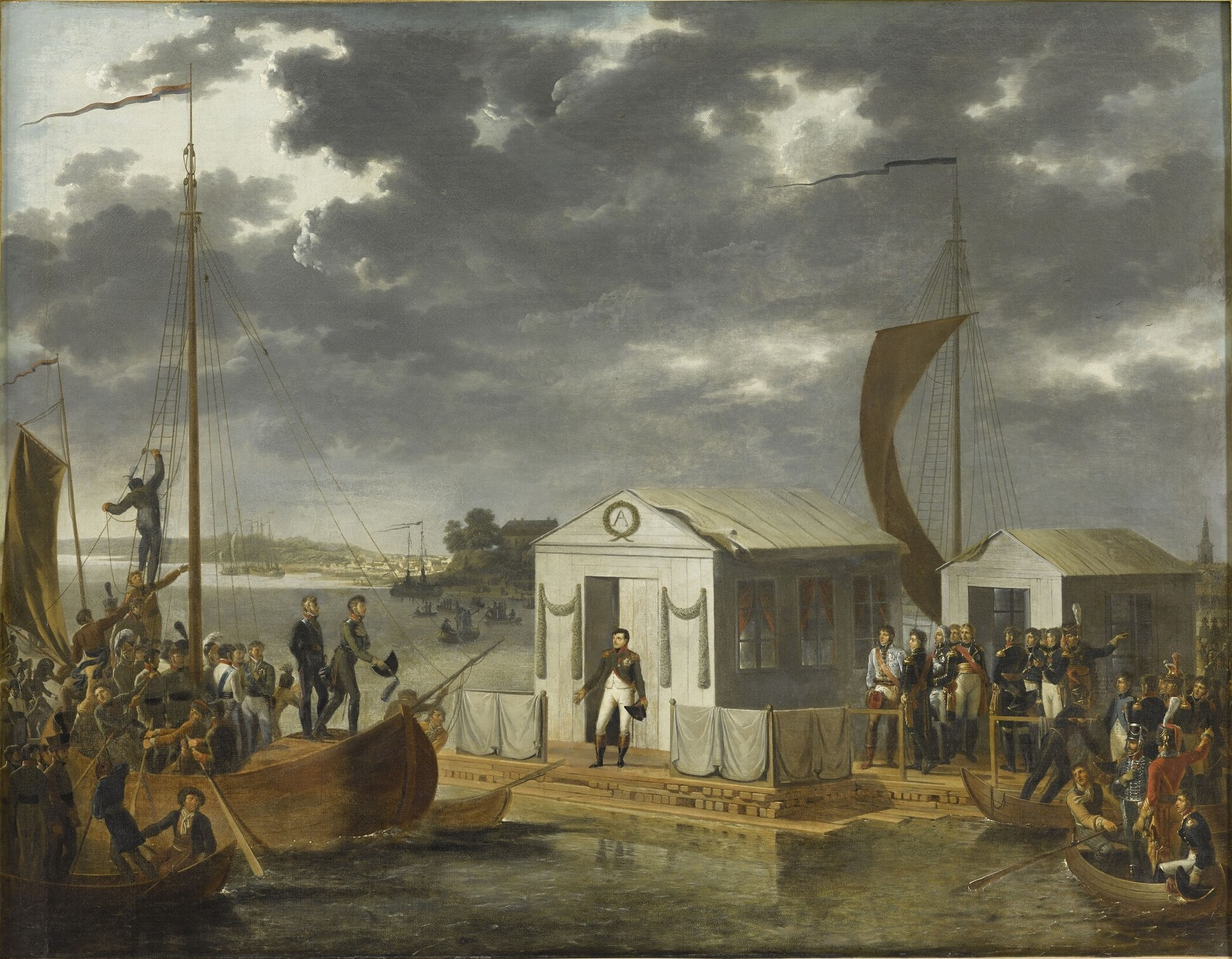
Treffen der Monarchen auf der Memel bei Tilsit; Gemälde von Adolphe Roehn

Nach der Niederlage der Preußen gegen Napoleon in der Schlacht bei Jena und Auerstedt im Oktober 1806 waren die Eheleute Béguelin mit der preußischen Verwaltung nach Königsberg und schließlich nach Memel verzogen. Napoleon besetzte Berlin am 27. Oktober 1806. Im Frieden von Tilsit verlor Preußen die Hälfte seines Staatsgebiets und musste hohe Kontributionen leisten.
1807 schied Béguelin ohne Bezüge aus dem Staatsdienst aus, weil er sich von dem Minister Stein zurückgesetzt fühlte und er nicht für die französische Besatzungsmacht arbeiten wollte. Er zog sich nach Glogau zurück, wo er Aufnahme fand bei dem Ehemann ihrer Schwester Caroline Wilhelmine Auguste Sattig geb. Cramer (1787–1872), dem Rechtsanwalt und Justizrat Carl Leopold Gottfried Sattig, auf dessen Gut Ziebern bei Glogau. Dort herrschten durch die französische Besatzung und Einquartierung bedrückende Verhältnisse, sodass die Familie auf die notdürftigsten Räumlichkeiten beschränkt war. In dieser Zeit schrieb Béguelin seine „Denkwürdigkeiten“ nieder.
1810 wurde er auf Bitten des neu ernannten Staatskanzlers Hardenberg, nachdem seine Vorgänger an den Schwierigkeiten der politischen Verhältnisse scheiterten, Mitglied der von diesem eingesetzten Finanzkommission.
Im Rahmen der Arbeiten für den Entwurf von Friedrich Leopold von Schrötter zu dem Edikt über die bürgerlichen Verhältnisse Juden in Preußen vom 11. März 1812 hatte von Béguelin 1810 ein Gutachten für die Finanz-Sektion verfasst und im Gegensatz zu seinen Kollegen sich gegen die volle Gleichstellung der jüdischen Einwohner Preußens ausgesprochen. Er wollte Juden nur dann als gleichberechtigt anerkennen, wenn sie sich von ihrer Religion und den damit verbundenen Gebräuchen distanzierten. Freiherr Karl August von Hardenberg konnte aber König Friedrich Wilhelm III. dazu bewegen, abweichend von dem Vorschlag von Béguelin ein progressiveres Edikt zu erlassen.
Amalie de Béguelin begleitete ihren Mann 1811 zu Verhandlungen mit Napoleon nach Paris. Ihr Mann war mit dem preußischen Sondergesandten Sigmund Otto Joseph von Treskow dorthin geschickt worden, um nach der Niederlage gegen Napoleon und dem Frieden von Tilsit über die aufgezwungenen Kontributionen zu verhandeln. Diese Verhandlungen waren zunächst erfolglos. 1811 wurde Béguelin Vortragender Rat im Büro des Staatskanzlers und begab sich, begleitet auf Wunsch von Gneisenau und Hardenberg wie schon bei der ersten Reise von seiner Ehefrau, nochmals nach Paris, wo er am 24. Februar 1812 eine Konvention abschloss, durch die die Kontributionen in Sachlieferungen umgewandelt wurden, deren Durchführung er bis zum Beginn der Befreiungskriege verwaltete. Durch diese Konvention wurde erreicht, dass die Belastungen verringert wurden und damit Mittel für die geplante Befreiung von der Französischen Herrschaft frei wurden. Der Staatskanzler dankte durch die Verleihung des Roten Adlerordens, und durch gleichzeitiges Überlassen einer prächtig eingerichteten Dienstwohnung im Gebäude der Seehandlung (Preußische Staatsbank).
Amalie von Béguelin hatte in Berlin ab 1806 in Berlin einen kleinen politischen Salon unterhalten, ab 1812 verkehrten in der Wohnung in der Seehandlung (Bankgebäude) in der Jägerstraße Hofkreise und leitende Staatsbeamte, die dort vertrauliche Gespräche führen konnten.
Amalie selbst verband mit dem Staatskanzler Hardenberg und Gneisenau eine enge Freundschaft. Sie erreichte durch Geheimverhandlungen in ihrem politischen Salon in der Seehandlung, dass der vorsichtige Hardenberg sich mit dem ungeduldig wartenden Generalfeldmarschall und Heeresreformer Gneisenau darauf einigte, mit den Freiheitskriegen gegen Napoleon Bonaparte zu beginnen. Ein umfangreicher Schriftverkehr ist erhalten und später veröffentlicht worden. Aus ihm ergibt sich, dass sie mit „hinreißender Beredsamkeit im edlen Zorn“ den zögernden Staatskanzler Hardenberg bewog, seine Bedenken fallen zu lassen und sich zu tatkräftigen Widerstand gegen Frankreich zu entschließen. Auf ihr Drängen wurde Gneisenau von seinem Gut in Schlesien, auf das er sich zurückgezogen hatte, nach Berlin berufen. Amalie von Beguelin vermittelte die Verständigung beider.

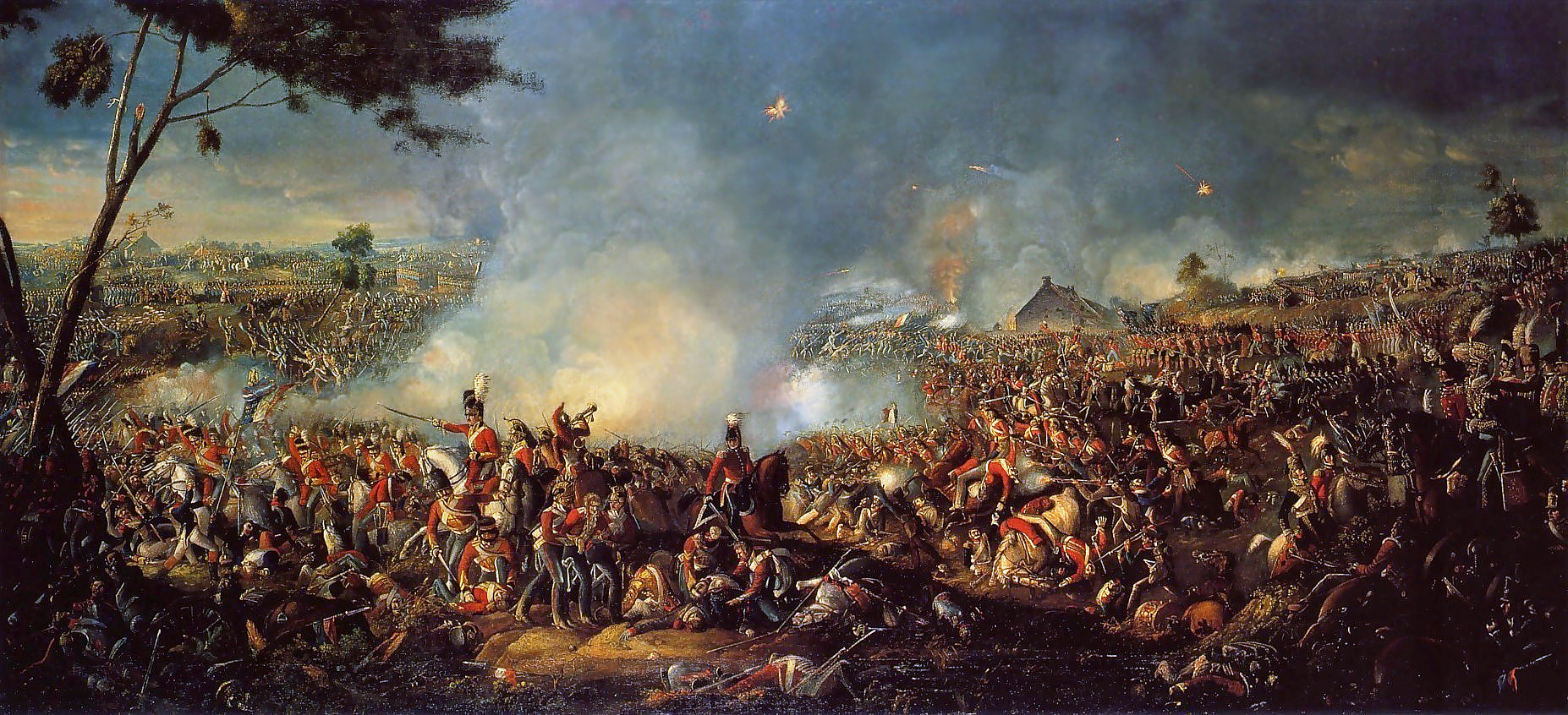
Schlacht bei Waterloo (Gemälde von William Sadler)

Mit den dann beginnenden Befreiungskriegen (1813–1815) wurde die französische Vorherrschaft unter Napoleon Bonaparte über Preußen und große Teile des europäischen Kontinents beendet, nachdem Napoleon Bonaparte bei Waterloo endgültig geschlagen wurde. Während der Befreiungskriege war Béguelin im Hauptquartier beschäftigt.
Infolge des Ersten Pariser Friedensvertrages vom 30. Mai 1814 war das Fürstentum Neuenburg (Neuchâtel), das 1807 durch Napoleon von Preußen abgetrennt worden war, wieder an Preußen zurückgegeben worden. Wegen der alten Beziehungen Béguelins, dessen Vorfahren aus der Schweiz stammten, wurde er Leiter des Departements für Neuenburger Angelegenheiten in Berlin. Béguelin begleitete den preußischen Kanzler Karl August von Hardenberg beim Wiener Kongress, der sich bis in das Jahr 1815 hinzog, verhandelte mit den Abgesandten des bisherigen Fürstentums Neuenburg und sorgte dafür, dass bei den neu zu gestaltenden Verhältnissen auf die Sonderinteressen der Bevölkerung Rücksicht genommen wurde. Die schwierigen Verwaltungsfragen, die sich aus der geographisch abgetrennten Lage und der Doppelstellung des Fürstentums als Glied des Königreichs Preußen und als Kanton der Schweiz ergaben, wurden dadurch gelöst, dass Neuenburg als „Schweizer Kanton und preussisches Fürstentum“ anerkannt wurde. Der preußische König verzichtete erst im Vertrag von Paris am 26. Mai 1857 endgültig auf seinen Anspruch auf das Fürstentum Neuenburg.
In Anerkennung seiner Verdienste verlieh die Stadt Neuenburg Béguelin am 20. Oktober 1815 das erbliche Ehrenbürgerrecht. Diesem Beispiel erfolgte am 15. Juni 1816 auch die Bürgerschaft von Valangin.
Nach Beendigung seiner Tätigkeit bei den Verhandlungen während des Wiener Kongresses wurde er 1816 zum Chefpräsidenten der 2. Abteilung der Oberrechnungskammer in Potsdam ernannt.

## Werke
- Heinrich von Beguelin, Historisch kritische Darstellung der Accise- und Zollverfassung in den preußischen Staaten, Berlin 1796, (online in der Deutschen Digitalen Bibliothek)
- Adolf Ernst: Denkwürdigkeiten von Heinrich und Amalie von Beguelin aus den Jahren 1807–1813. Nebst Briefen von Gneisenau und Hardenberg. Berlin, Online: Internet Archive und Springer Link
- Heinrich von Beguelin, mit Anmerkungen versehene Übersetzung des „Gutachten(s) der ökonomischen Gesellschaft über die ihr vorgelegten Entwürfe zu einer landwirtschaftlichen Gesetzgebung, dem kgl. Hohen Rat von Castilien im Jahr 1795 erstattet von D. Caspar Melchior de Jovellanos“, gewidmet dem Staatskanzler Hardenberg, Berlin 1816, online: Internet Archive
- Heinrich von Béguelin, Gutachten für die Finanz-Sektion zum Entwurf von F.L. von Schrötter (24. Januar 1810), gedr. in: Ismar Freund: Die Emanzipation der Juden in Preußen. Unter besonderer Berücksichtigung des Gesetzes vom 11. März 1812, Band 2 Urkunden, Reprint: Hildesheim 2004. XII/524 S. Leinen. ISBN 978-3-487-12687-6, S. 289–305.

| Personendaten    | Personendaten                          |
| ---------------- | -------------------------------------- |
| NAME             | Béguelin, Heinrich von                 |
| ALTERNATIVNAMEN  | Béguelin, Heinrich Huldreich Peter von |
| KURZBESCHREIBUNG | preußischer Finanzbeamter              |
| GEBURTSDATUM     | 8. August 1765                         |
| GEBURTSORT       | Berlin                                 |
| STERBEDATUM      | 7. Oktober 1818                        |
| STERBEORT        | Potsdam                                |